# الویر
اَلویر روستایی است در بخش خرقان شهرستان زرندیه که در سمت شمال غربی ساوه قرار گرفته‌است و حدود ۷۰ کیلومتر از ساوه و ۱۵۰ کیلومتراز تهران فاصله داشته و ارتفاع آن از سطح دریا ۱۸۰۰ متر است. طول جغرافیایی آن ۴۹ درجه و ۵۹ دقیقه شرقی و عرض جغرافیایی آن ۳۵ درجه و ۲۳ دقیقه شمالی است.
مردم الویر زبان تاتی را با گویش الویری سخن می‌گویند که نزدیکترین گویش به آن ویدری است و در روستای ویدر صحبت می‌شود. معرفی تاتی الویری: گویش الویری از گویش‌های زبان تاتی است و در گروه زبان‌های ایرانی شمال غربی جای می‌گیرد. از ویژگی‌های این گویش حفظ جنس (مؤنث و مذکر) در اسامی، سوم شخص مفرد، ضمایر شخصی و در افعال و صفات است. همچنین ساختمان فعل لازم و متعدی از یکدیگر متفاوتند.

## معنای لغوی
الویر از گروه کلمات البرز و الوند بوده که ال به معنای کوه و ویر به معنای یاد است و روی هم رفته به معنای کوه یادگار است. هم چنان‌که البرز و الوند به ترتیب به معنای کوه بلند و کوه دامن گسترده هستند.
جنوب شرقی تا جنوب غربی این ده را دو کوه به نام‌های دونزده پرون (Donzdahparoon) و ملا(Mella) احاطه نموده‌اند و بین این دو کوه دره‌ای به نام دره چورونک (Dara choronak) وجود دارد که در فصل‌های بارندگی، آب این دره از وسط ده می‌گذرد.

## تاریخچه
در فرهنگ لغات علی اکبر دهخدا، این عبارت در برابر کلمهٔ الویر آمده است:
الویر دهی است از بخش خرقان شهرستان ساوه در هفت هزار متری شمال خاوری خرقان. در کوهستان واقع شده و سردسیر است. سکنه آن ۱۵۲۲ تن شیعه هستند که به فارسی و تاتی سخن می‌گویند. آب آن از قنات و زهاب و رودخانه محلی و محصول آن غلات سیب زمینی بنشن و انگور و … است. شغل مردم زراعت و گله داری و گلیم و جاجیم بافی است. اکثر مردم برای تأمین معاش به تهران می‌روند. راه نیمه شوسه به زرند دارد که در مواقع غیر بارانی از آن ماشین می‌توان برد. با توجه به شواهد و قراین می‌توان آن را دست کم باقیمانده دوره مادها و هخامنشیان دانست. بدین ترتیب که در افعال ناگذر (لازم) شناسه مانند زبان فارسی بعد از ریشهٔ فعل قرار می‌گیرد اما در افعال گذرا (متعدی) ابتدا شناسه سپس ریشهٔ فعل آورده می‌شود.
حمدالله مستوفی در کتاب نزهت القلوب تألیف سال ۷۴۰ هجری قمری الویر را یکی از دهات بزرگ خرقان قلمداد کرده است. عین عبارت ایشان چنین است: خرقانین: ولایتی است چهل پاره ده دارد و از اقلیم چهارم هوایش به سردی مایل است و آبش از چشمه‌ها که از آن کوه‌ها برمی‌خیزد و درو غله و میوه باشد و پنبه کمتر باشد.

## محله‌ها
۱- جملوا (Jamalava):
به معنای جمال آباد است. این محله در جنوب غربی ده قرار گرفته و خود به تنهایی به دو محله تقسیم می‌شود: بالان محله (Balan mahalla) و جیرین محله (Jirin mahalla) که به معنی محله‌های بالا وپایین است و آب دره چورنگه از وسط این محله می‌گذرد.
۲- منگان محله (Monegan mahalla):
یعنی محله میانی یا محلهٔ وسط.
۳- جیرین ده (Jirin deh):
یعنی پایین ده.
۴- حاجی اوا (Haji ava):
حاجی‌آباد.